# Echinospartum
Genre
Eleiotis est un genre de plantes à fleurs dicotylédones de la famille des Fabaceae, sous-famille des Faboideae, originaire d'Europe occidentale, qui comprend quatre espèces acceptées.

## Étymologie
Le nom générique « Echinospartum » est dérivé du nom du genre Spartium L. avec le préfixe grec ancien,  ἐχῖνος (echînos), « hérisson », en référence au port de ces plantes en buissons arrondis et épineux.

## Liste d'espèces
Selon The Plant List (18 octobre 2018) :
- Echinospartum boissieri (Spach) Rothm.
- Echinospartum horridum Rothm.
- Echinospartum lugdunense (Jord.) Fourr.
- Echinospartum lusitanicum (L.) Rothm.